# I giustizieri del West
I giustizieri del West (Posse) è un film del 1975 diretto da Kirk Douglas.
È un film western statunitense con Kirk Douglas, Bruce Dern e Bo Hopkins.

## Trama
Howard Nightingale (Kirk Douglas), un marshall federale che guida un gruppo di addestrati agenti, si mette a caccia dell'infame rapinatore di banche e di treni Jack Strawhorn (Bruce Dern), che vuole catturare a tutti i costi per lanciare, sotto i migliori auspici, la sua candidatura a Senatore degli Stati Uniti per il Texas.
Strawhorn, tradito da un suo uomo e sfuggito per caso alla fine della sua banda, viene braccato e preso, ma, poco dopo, riesce a fuggire e a far saltare i piani del marshall, facendolo addirittura prigioniero.
Il bandito, a questo punto, esige un riscatto di 40.000$, gli stessi soldi che erano bruciati all'inizio della caccia, quando gli uomini di Nightingale avevano sterminato la sua banda. Pur di raccogliere il denaro e salvare il marshall, i suoi agenti sono disposti a tutto, ma ciò condurrà la vicenda a un inatteso finale.

## Produzione
Il film, diretto da Kirk Douglas su una sceneggiatura di Christopher Knopf e William Roberts, fu prodotto dallo stesso Douglas per la Paramount tramite la Bryna Productions e la Zeeuwse Maatschappij e girato a Old Tucson e nel Sabino Canyon, in Arizona.

## Distribuzione
Il film fu distribuito con il titolo Posse negli Stati Uniti dal 4 giugno 1975 (première a New York) al cinema dalla Paramount Pictures.
Alcune delle uscite internazionali sono state:
- in Germania Ovest nel luglio del 1975 (Berlin International Film Festival, Männer des Gesetzes)
- in Svezia il 22 agosto 1975 (Uppbådet)
- in Finlandia il 19 settembre 1975 (Kova sakki)
- in Spagna il 23 febbraio 1976
- in Francia il 28 luglio 1976 (La brigade du Texas)
- negli Stati Uniti il 7 febbraio 2010 (Santa Barbara International Film Festival)
- in Canada (La brigade du Texas)
- in Brasile (Ambição Acima da Lei)
- in Grecia (Apospasma katadioxeos)
- in Portogallo (Cavalgada dos Destemidos)
- in Norvegia (Høk over høk)
- in Ungheria (Lázadás a prérin)
- in Spagna (Los justicieros del Oeste)
- in Polonia (Oddzial)
- in Italia (I giustizieri del West)

## Promozione
La tagline è: ""Posse" begins like most Westerns. It ends like none of them. It will knock you off your horse.".

## Critica
Secondo il Morandini "travestita da western, è una favola ironica sul tema dell'ambizione e, con qualche schematismo, un apologo sul fascismo, sull'autoritarismo". La tesi di fondo farebbe presa perché "abilmente nascosta tra le pieghe del racconto". Per quanto riguarda la regia di Kirl Douglas, essa mostra una "apprezzabile sobrietà". Secondo Leonard Maltin in questo "eccentrico ma solido western" risalterebbero le interpretazioni e la fotografia.

## Accoglienza
La pellicola fu presentata in concorso al Festival del Film di Berlino nel 1975 e fu ben accolto dalla critica. Sfortunatamente, non ebbe un grande successo di pubblico e ciò convinse Douglas a non dedicarsi più alla regia.